# Temporada da CART World Series de 1998
A Temporada da CART World Series de 1998 foi a vigésima da história da categoria. Teve como campeão o italiano Alessandro Zanardi, da Chip Ganassi Racing, que obteve 285 pontos contra 169 de seu companheiro de equipe, Jimmy Vasser, obtendo seu segundo título na CART.
O brasileiro Tony Kanaan, da Tasman Motorsports, levou o prêmio de melhor estreante do campeonato ao terminar em 9º lugar (92 pontos), superando o compatriota Hélio Castroneves (Bettenhausen Racing) e o finlandês JJ Lehto (Hogan Racing)
Esta temporada ficou marcada por um grave acidente envolvendo o mexicano Adrián Fernández na etapa de Michigan onde um pneu de seu carro atingiu 9 torcedores e matou 3.

## Equipes e pilotos
| Equipe                       | Chassis        | Motor    | Pneu | No. | Pilotos                | Corridas              | Patrocinador principal                                      |
| ---------------------------- | -------------- | -------- | ---- | --- | ---------------------- | --------------------- | ----------------------------------------------------------- |
| Target Chip Ganassi Racing   | Reynard 98i    | Honda    | F    | 1   | Alessandro Zanardi     | Todas                 | Target                                                      |
| Target Chip Ganassi Racing   | Reynard 98i    | Honda    | F    | 12  | Jimmy Vasser           | Todas                 | Target                                                      |
| Marlboro Team Penske         | Penske PC27-98 | Mercedes | G    | 2   | Al Unser, Jr.          | Todas                 | Marlboro                                                    |
| Marlboro Team Penske         | Penske PC27-98 | Mercedes | G    | 3   | André Ribeiro          | Todas                 | Marlboro                                                    |
| Walker Racing                | Reynard 98i    | Honda    | G    | 5   | Gil de Ferran          | Todas                 | Valvoline                                                   |
| Newman-Haas Racing           | Swift 009.c    | Ford XB  | G    | 6   | Michael Andretti       | Todas                 | Texaco-Havoline                                             |
| Newman-Haas Racing           | Swift 009.c    | Ford XB  | G    | 11  | Christian Fittipaldi   | 1-6, 8-19             | Kmart                                                       |
| Newman-Haas Racing           | Swift 009.c    | Ford XB  | G    | 11  | Roberto Moreno         | 7                     | Kmart                                                       |
| Team Rahal                   | Reynard 98i    | Ford XB  | F    | 7   | Bobby Rahal            | Todas                 | Miller Lite                                                 |
| Team Rahal                   | Reynard 98i    | Ford XB  | F    | 8   | Bryan Herta            | Todas                 | Shell                                                       |
| Hogan Racing                 | Reynard 98i    | Mercedes | F    | 9   | JJ Lehto               | Todas                 | Hogan Motor Leasing                                         |
| Della Penna Motorsports      | Swift 009.c    | Ford XB  | F    | 10  | Richie Hearn           | Todas                 | Budweiser                                                   |
| Della Penna Motorsports      | Swift 009.c    | Ford XB  | F    | 43  | Hideshi Matsuda        | 2                     | BMB Mini Juke                                               |
| Project CART                 | Reynard 98i    | Mercedes | G    | 15  | Roberto Moreno         | 1-2                   | Hawaiian Tropic                                             |
| Project CART                 | Reynard 98i    | Mercedes | G    | 15  | Domenico Schiattarella | 3                     | Hawaiian Tropic                                             |
| Alumax Bettenhausen Racing   | Reynard 98i    | Mercedes | G    | 16  | Hélio Castroneves      | Todas                 | Alumax                                                      |
| PacWest Racing Group         | Reynard 98i    | Mercedes | F    | 17  | Maurício Gugelmin      | Todas                 | Hollywood                                                   |
| PacWest Racing Group         | Reynard 98i    | Mercedes | F    | 18  | Mark Blundell          | Todas                 | Motorola                                                    |
| Payton/Coyne Racing          | Reynard 98i    | Ford XB  | F    | 19  | Michel Jourdain Jr.    | Todas                 | Grupo Herdez                                                |
| Payton/Coyne Racing          | Reynard 98i    | Ford XB  | F    | 34  | Dennis Vitolo          | 1, 4, 6-10, 12, 15-19 | SmithKline Beecham 15 Payton/Coyne Racing 3 Banco Cacique 1 |
| Payton/Coyne Racing          | Reynard 98i    | Ford XB  | F    | 34  | Gualter Salles         | 2-3, 5, 11, 13-14     | SmithKline Beecham 15 Payton/Coyne Racing 3 Banco Cacique 1 |
| Patrick Racing               | Reynard 98i    | Ford XB  | F    | 20  | Scott Pruett           | Todas                 | Visteon                                                     |
| Patrick Racing               | Reynard 98i    | Ford XB  | F    | 40  | Adrián Fernández       | Todas                 | Tecate                                                      |
| LCI Tasman Motorsports Group | Reynard 98i    | Honda    | F    | 21  | Tony Kanaan            | Todas                 | LCI                                                         |
| Arciero-Wells Racing         | Reynard 98i    | Toyota   | F    | 24  | Hiro Matsushita        | 1-3, 5                | Panasonic                                                   |
| Arciero-Wells Racing         | Reynard 98i    | Toyota   | F    | 24  | Robby Gordon           | 4, 6-19               | Panasonic                                                   |
| Arciero-Wells Racing         | Reynard 98i    | Toyota   | F    | 25  | Max Papis              | Todas                 | MCI                                                         |
| Team KOOL Green              | Reynard 98i    | Honda    | F    | 26  | Paul Tracy             | Todas                 | Kool                                                        |
| Team KOOL Green              | Reynard 98i    | Honda    | F    | 27  | Dario Franchitti       | Todas                 | Kool                                                        |
| Forsythe Racing              | Reynard 98i    | Mercedes | F    | 33  | Patrick Carpentier     | Todas                 | Player's                                                    |
| Forsythe Racing              | Reynard 98i    | Mercedes | F    | 99  | Greg Moore             | Todas                 | Player's                                                    |
| All American Racers          | Reynard        | Toyota   | G    | 98  | P. J. Jones            | 1-15                  | Castrol                                                     |
| All American Racers          | Reynard        | Toyota   | G    | 36  | Alex Barron            | 1-12                  | Castrol                                                     |
| All American Racers          | Eagle 987      | Toyota   | G    | 36  | Alex Barron            | 13-19                 | Castrol                                                     |
| All American Racers          | Eagle 987      | Toyota   | G    | 98  | Vincenzo Sospiri       | 16-19                 | Castrol                                                     |
| Davis Racing                 | Lola T98/00    | Ford XB  | G    | 77  | Arnd Meier             | Todas                 | BAAN Business Software 8 Hasseröder 11                      |

## Calendário
| Rnd | Nome da corrida                                  | Circuito                          | Cidade/Localização          | Dia da corrida |
| --- | ------------------------------------------------ | --------------------------------- | --------------------------- | -------------- |
| 1   | Marlboro Grand Prix of Miami Presented by Toyota | Homestead-Miami Speedway          | Homestead, Flórida          | 15 de março    |
| 2   | Budweiser 500                                    | Twin Ring Motegi                  | Motegi, Japão               | 28 de março    |
| 3   | Toyota Grand Prix of Long Beach                  | Ruas de Long Beach                | Long Beach, Califórnia      | 5 de abril     |
| 4   | Bosch Spark Plug Grand Prix Presented by Toyota  | Nazareth Speedway                 | Nazareth, Pensilvânia       | 27 de abril    |
| 5   | Rio 400k                                         | Autódromo de Jacarepaguá          | Rio de Janeiro, Brasil      | 10 de maio     |
| 6   | Motorola 300                                     | Gateway International Raceway     | Madison, Illinois           | 23 de maio     |
| 7   | Miller 200                                       | Milwaukee Mile                    | West Allis, Wisconsin       | 31 de maio     |
| 8   | ITT Automotive Detroit Grand Prix                | The Raceway on Belle Isle Park    | Detroit, Michigan           | 7 de junho     |
| 9   | Budweiser/G. I. Joe's 200                        | Portland International Raceway    | Portland, Oregon            | 21 de junho    |
| 10  | Medic Drug Grand Prix of Cleveland               | Cleveland Burke Lakefront Airport | Cleveland, Ohio             | 12 de julho    |
| 11  | Molson Indy Toronto                              | Exhibition Place                  | Toronto, Canadá             | 19 de julho    |
| 12  | U.S. 500 Presented by Toyota                     | Michigan International Speedway   | Brooklyn, Michigan          | 26 de julho    |
| 13  | Miller Lite 200                                  | Mid-Ohio Sports Car Course        | Lexington, Ohio             | 9 de agosto    |
| 14  | Texaco/Havoline 200                              | Road America                      | Elkhart Lake, Wisconsin     | 16 de agosto   |
| 15  | Molson Indy Vancouver                            | Ruas de Vancouver                 | Vancouver, Canadá           | 6 de setembro  |
| 16  | Honda Grand Prix of Monterey                     | Mazda Raceway Laguna Seca         | Monterey, Califórnia        | 13 de setembro |
| 17  | Texaco Grand Prix of Houston                     | Ruas de Houston                   | Houston, Texas              | 4 de outubro   |
| 18  | Honda IndyCarnival Australia                     | Surfers Paradise Street Circuit   | Surfers Paradise, Austrália | 18 de outubro  |
| 19  | Marlboro 500 presented by Toyota                 | California Speedway               | Fontana, Califórnia         | 1 de novembro  |

## Resultados
| Rnd | Nome da corrida                                  | Pole position      | Volta mais rápida    | Vencedor           | Equipe              | Detalhes |
| --- | ------------------------------------------------ | ------------------ | -------------------- | ------------------ | ------------------- | -------- |
| 1   | Marlboro Grand Prix of Miami Presented by Toyota | Greg Moore         | Greg Moore           | Michael Andretti   | Newman-Haas         | Detalhes |
| 2   | Budweiser 500                                    | Jimmy Vasser       | Jimmy Vasser         | Adrián Fernández   | Patrick Racing      | Detalhes |
| 3   | Toyota Grand Prix of Long Beach                  | Bryan Herta        | Bobby Rahal          | Alessandro Zanardi | Chip Ganassi Racing | Detalhes |
| 4   | Bosch Spark Plug Grand Prix Presented by Toyota  | Patrick Carpentier | Greg Moore           | Jimmy Vasser       | Chip Ganassi Racing | Detalhes |
| 5   | Rio 400k                                         | Dario Franchitti   | Alessandro Zanardi   | Greg Moore         | Forsythe Racing     | Detalhes |
| 6   | Motorola 300                                     | Greg Moore         | Jimmy Vasser         | Alessandro Zanardi | Chip Ganassi Racing | Detalhes |
| 7   | Miller 200                                       | Patrick Carpentier | Scott Pruett         | Jimmy Vasser       | Chip Ganassi Racing | Detalhes |
| 8   | ITT Automotive Detroit Grand Prix                | Greg Moore         | Alessandro Zanardi   | Alessandro Zanardi | Chip Ganassi Racing | Detalhes |
| 9   | Budweiser/G. I. Joe's 200                        | Bryan Herta        | Patrick Carpentier   | Alessandro Zanardi | Chip Ganassi Racing | Detalhes |
| 10  | Medic Drug Grand Prix of Cleveland               | Jimmy Vasser       | Bryan Herta          | Alessandro Zanardi | Chip Ganassi Racing | Detalhes |
| 11  | Molson Indy Toronto                              | Dario Franchitti   | Christian Fittipaldi | Alessandro Zanardi | Chip Ganassi Racing | Detalhes |
| 12  | U.S. 500 Presented by Toyota                     | Adrián Fernández   | Patrick Carpentier   | Greg Moore         | Forsythe Racing     | Detalhes |
| 13  | Miller Lite 200                                  | Dario Franchitti   | Greg Moore           | Adrián Fernández   | Patrick Racing      | Detalhes |
| 14  | Texaco/Havoline 200                              | Michael Andretti   | Alessandro Zanardi   | Dario Franchitti   | Team KOOL Green     | Detalhes |
| 15  | Molson Indy Vancouver                            | Dario Franchitti   | Hélio Castroneves    | Dario Franchitti   | Team KOOL Green     | Detalhes |
| 16  | Honda Grand Prix of Monterey                     | Bryan Herta        | Tony Kanaan          | Bryan Herta        | Team Rahal          | Detalhes |
| 17  | Texaco Grand Prix of Houston                     | Greg Moore         | Alessandro Zanardi   | Dario Franchitti   | Team KOOL Green     | Detalhes |
| 18  | Honda IndyCarnival Australia                     | Dario Franchitti   | Alessandro Zanardi   | Alessandro Zanardi | Chip Ganassi Racing | Detalhes |
| 19  | Marlboro 500 presented by Toyota                 | Scott Pruett       | Greg Moore           | Jimmy Vasser       | Chip Ganassi Racing | Detalhes |

## Classificação
| Pos | Driver               | MIA | MOT | LBH | NAZ | RIO | GAT | MIL | DET | POR | CLE | TOR | MIC | MDO | ROA | VAN | LAG | HOU | SUR | FON | Pts |
| --- | -------------------- | --- | --- | --- | --- | --- | --- | --- | --- | --- | --- | --- | --- | --- | --- | --- | --- | --- | --- | --- | --- |
| 1   | Alex Zanardi         | 3   | 23  | 1   | 2   | 2*  | 1   | 8   | 1*  | 1*  | 1*  | 1   | 3*  | 12  | 2   | 4   | 2   | 2   | 1*  | 3   | 285 |
| 2   | Jimmy Vasser         | 16  | 7   | 8   | 1   | 6   | 4   | 1*  | 6   | 8   | 7   | 3   | 2   | 27  | 9   | 26  | 5   | 4   | 24  | 1*  | 169 |
| 3   | Dario Franchitti     | 9   | 8   | 2   | 21  | 19  | 27  | 4   | 4   | 21  | 3   | 20* | 21  | 26  | 1*  | 1*  | 4   | 1*  | 2   | 22  | 160 |
| 4   | Adrián Fernández     | 6   | 1*  | 4   | 26  | 3   | 18  | 9   | 2   | 24  | 5   | 9   | 23  | 1   | 5   | 15  | 7   | 6   | 6   | 4   | 154 |
| 5   | Greg Moore           | 2   | 4   | 6   | 3   | 1   | 3   | 13  | 5   | 27  | 25  | 11  | 1   | 22  | 21  | 20  | 21  | 26  | 8   | 2   | 141 |
| 6   | Scott Pruett         | 5   | 21  | 12  | 22  | 18  | 5   | 10  | 9   | 2   | 4   | 6   | 4   | 2   | 20  | 3   | 18  | 11  | 4   | 20  | 121 |
| 7   | Michael Andretti     | 1*  | 14  | 21  | 18* | 5   | 2*  | 26  | 10  | 17  | 2   | 2   | 6   | 21  | 15  | 2   | 10  | 28  | 20  | 18  | 112 |
| 8   | Bryan Herta          | 8   | 28  | 3   | 8   | 4   | 23  | 11  | 21  | 3   | 13  | 5   | 10  | 25  | 23  | 22  | 1*  | 8   | 10  | 15  | 97  |
| 9   | Tony Kanaan          | 18  | 6   | 5   | 9   | 27  | 24  | 17  | 8   | 4   | 14  | 22  | 11  | 8   | 4   | 18  | 3   | 3   | 7   | 19  | 92  |
| 10  | Bobby Rahal          | 19  | 17  | 17  | 6   | 8   | 8   | 5   | 11  | 6   | 8   | 4   | 7   | 3   | 8   | 25  | 16  | 23  | 25  | 11  | 82  |
| 11  | Al Unser, Jr.        | 22  | 2   | 29  | 15  | 16  | 19  | 3   | 24  | 5   | 17  | 17  | 22  | 6   | 27  | 5   | 6   | 7   | 22  | 27  | 72  |
| 12  | Gil de Ferran        | 7   | 3   | 20* | 4   | 26  | 6   | 22  | 3   | 20  | 6   | 27  | 16  | 9   | 16  | 13  | 19  | 21  | 14  | 17  | 67  |
| 13  | Paul Tracy           | 27  | 5   | 25  | 5   | 25  | 26  | 7   | 7   | 28  | 19  | 14  | 9   | 5   | 6   | 11  | 8   | 20  | 23  | 14  | 61  |
| 14  | Christian Fittipaldi | 4   | 25  | 26  | 11  | 21  | 11  | DNS | 17  | 26  | 11  | 16  | 25  | 13  | 3   | 14  | 9   | 27  | 3   | 7   | 56  |
| 15  | Maurício Gugelmin    | 10  | 20  | 10  | 17  | 9   | 16  | 21  | 19  | 7   | 20  | 12  | 13  | 4*  | 19  | 6   | 27  | 18  | 12  | 5   | 49  |
| 16  | Richie Hearn         | 13  | 27  | 23  | 10  | 7   | 28  | 6   | 23  | 10  | 18  | 7   | 5   | 24  | 13  | 16  | 11  | 9   | 18  | 8   | 47  |
| 17  | Hélio Castroneves    | 24  | 11  | 9   | 23  | 23  | 7   | 2   | 12  | 13  | 27  | 10  | 12  | 17  | 26  | 24  | 23  | 24  | 21  | 10  | 36  |
| 18  | Mark Blundell        | 12  | 10  | 7   | 20  | 11  | 10  | 12  | 22  | 22  | 10  | 26  | 17  | 19  | 7   | 12  | 25  | 14  | 11  | 6   | 36  |
| 19  | Patrick Carpentier   | 11  | 19  | 28  | 13  | 17  | 15  | 25  | 15  | 9   | 9   | 25  | 8   | 7   | 28  | 27  | 17  | 22  | 9   | 26  | 27  |
| 20  | JJ Lehto             | 14  | 29  | 18  | 16  | 10  | 9   | 19  | 26  | 25  | 28  | 24  | 20  | 15  | 18  | 8   | 28  | 10  | 5   | 21  | 25  |
| 21  | Max Papis            | 26  | 13  | 24  | 14  | 28  | 22  | 16  | 18  | 11  | 12  | 8   | 19  | 14  | 11  | 9   | 12  | 5   | 17  | 16  | 25  |
| 22  | André Ribeiro        | 17  | 9   | 22  | DNS | 22  | 20  | 18  | 16  | 15  | 22  | 23  | 28  | 10  | 25  | 7   | 14  | 17  | 13  | 28  | 13  |
| 23  | Robby Gordon         |     |     |     | 7   |     | 13  | 20  | 14  | 23  | 23  | 13  | 27  | 11  | 12  | 23  | 13  | 13  | 16  | 9   | 13  |
| 24  | Michel Jourdain Jr.  | 28  | 22  | 27  | 12  | 24  | 17  | 15  | 13  | 19  | 26  | 18  | 18  | 28  | 14  | 10  | 24  | 25  | 26  | 12  | 5   |
| 25  | Arnd Meier           | 21  | 15  | 15  | 24  | 14  | 21  | 23  | 27  | 12  | 16  | 15  | 14  | 18  | 10  | 28  | 15  | 16  | 27  | 24  | 4   |
| 26  | P. J. Jones          | 20  | 30  | 11  | 19  | 13  | 12  | 14  | 25  | 16  | 21  | 19  | 24  | 20  | 22  | 21  |     |     |     |     | 3   |
| 27  | Alex Barron          | 18  | 24  | 14  | DNS | 12  | 14  | DNS | 20  | 14  | 15  | 28  | 15  | 16  | 24  | 19  | 20  | 12  | 19  | 13  | 2   |
| 28  | Gualter Salles       |     | 12  | 13  |     | 20  |     |     |     |     |     | 21  |     | 23  | 17  |     |     |     |     |     | 1   |
| 29  | Vincenzo Sospiri     |     |     |     |     |     |     |     |     |     |     |     |     |     |     |     | 22  | 15  | 15  | 23  | 0   |
| 30  | Hiro Matsushita      | 23  | 16  | 19  |     | 15  |     |     |     |     |     |     |     |     |     |     |     |     |     |     | 0   |
| 31  | Roberto Moreno       | 15  | 26  |     |     |     |     | 24  |     |     |     |     |     |     |     |     |     |     |     |     | 0   |
| 32  | Mimmo Schiattarella  |     |     | 16  |     |     |     |     |     |     |     |     |     |     |     |     |     |     |     |     | 0   |
| 33  | Dennis Vitolo        | 25  |     |     | 25  |     | 25  | DNS | 28  | 18  | 24  |     | 26  |     |     | 17  | 26  | 19  | DNS | 25  | 0   |
| 34  | Hideshi Matsuda      |     | 18  |     |     |     |     |     |     |     |     |     |     |     |     |     |     |     |     |     | 0   |
| Pos | Driver               | MIA | MOT | LBH | NAZ | RIO | GAT | MIL | DET | POR | CLE | TOR | MIC | MDO | ROA | VAN | LAG | HOU | SUR | FON | Pts |

| Cor         | Resultado          |
| ----------- | ------------------ |
| Ouro        | Vencedor           |
| Prata       | 2º lugar           |
| Bronze      | 3º lugar           |
| Verde       | Entre 4º e 5º      |
| Azul-claro  | Entre 6º e 10º     |
| Azul-escuro | Chegou ao final    |
| Roxo        | Não completou      |
| Vermelho    | Não se classificou |
| Marrom      | Aposentou          |
| Preto       | Desclassificado    |
| Branco      | Não largou         |
| Blank       | Não participou     |

| Outros        |                     |
| Negrito       | Pole position       |
| Itálico       | Volta mais rápida   |
| *             | Liderou mais voltas |
| Rookie do ano |                     |
| Rookie        |                     |

| Cor         | Resultado          |
| ----------- | ------------------ |
| Ouro        | Vencedor           |
| Prata       | 2º lugar           |
| Bronze      | 3º lugar           |
| Verde       | Entre 4º e 5º      |
| Azul-claro  | Entre 6º e 10º     |
| Azul-escuro | Chegou ao final    |
| Roxo        | Não completou      |
| Vermelho    | Não se classificou |
| Marrom      | Aposentou          |
| Preto       | Desclassificado    |
| Branco      | Não largou         |
| Blank       | Não participou     |

| Outros        |                     |
| Negrito       | Pole position       |
| Itálico       | Volta mais rápida   |
| *             | Liderou mais voltas |
| Rookie do ano |                     |
| Rookie        |                     |